# Arisemus triatrapars
Arisemus triatrapars és una espècie d'insecte dípter pertanyent a la família dels psicòdids que es troba a Amèrica: Costa Rica, Panamà i Veneçuela.